# Le Gang de la clef à molette
Le Gang de la clef à molette (The Monkey Wrench Gang) est un roman de l'écrivain et essayiste américain Edward Abbey (1927–1989) paru en 1975. 

## Historique
En France, le roman est d'abord paru en 1997 sous le titre Ne meurs pas, ô mon désert. Cette même traduction tronquée de Pierre Guillaumin prend le titre Le Gang de la clef à molette dans l'édition de 2006 chez Gallmeister, préfacée par l'acteur Robert Redford. Les mêmes éditions proposent en 2013 une nouvelle traduction intégrale par Jacques Mailhos, toujours sous le titre Le Gang de la clef à molette.

## Résumé
Quatre activistes écologistes forment un groupe uni :
- Seldom Seen Smith, un guide mormon polygame ;
- Doc Sarvis, un chirurgien poète aussi riche qu'avisé ;
- Bonnie Abbzug, sa jeune compagne indépendante, vaguement hippie, davantage portée sur la marijuana que sur la bière et qui a besoin d'action ;
- et George W. Hayduke, vétéran de la Guerre du Vietnam, d'une incroyable vitalité, véritable moteur à explosion du groupe. En colère contre beaucoup de choses, très friand de jurons, de bière et de dynamite, c'est un fin connaisseur des armes et des explosif.

Ensemble, bien qu'ils n'agissent pas toujours d'un commun accord, ils se consacrent à l'éradication de tout ce qu'ils considèrent comme des systèmes qui polluent ou détruisent leur environnement du Sud-Ouest des États-Unis (« contre-révolution industrielle »).

## Particularités du roman

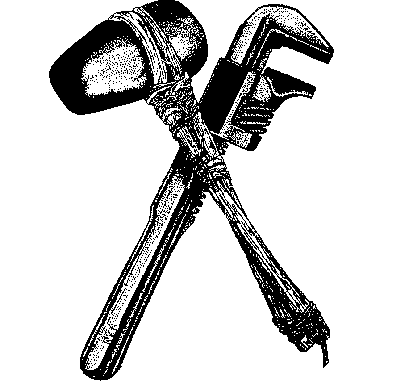
Une clé anglaise (monkey wrench) et un marteau en pierre, sur le logo de Earth First!.

Probablement la plus connue des fictions d'Abbey, ce roman célèbre le sabotage pour protester contre la destruction de l'environnement et des espaces sauvages par l'urbanisation, les promoteurs et les bulldozers. Il connut un tel succès outre-atlantique que « monkey wrench » y est devenu synonyme de sabotage écologique,.
Le Gang de la clef à molette (1975) est une des inspirations de la création du mouvement écologiste radical Earth First! en 1980.
Le roman connaît une suite, Le retour du gang (Hayduke Lives!, 1990), traduit en français par Jacques Mailhos en 2007.

## Éditions
Édition originale anglaise
- The Monkey Wrench Gang, Philadelphie, Lippincott Williams & Wilkins, 1975

Éditions françaises
- Ne meurs pas, ô mon désert, traduit par Pierre Guillaumin, Paris, Stock, 1997 ; réédition sous le titre Le Gang de la clef à molette, (préface de Robert Redford), Éditions Gallmeister, Paris, 2006, 496 pages  (ISBN 978-2-3517-8002-2)
- Le Gang de la clef à molette, nouvelle traduction par Jacques Mailhos, Éditions Gallmeister, Paris, 2013, 547 pages  (ISBN 978-2-35178-063-3)